# Макпал (Акмолинская область)
Макпал (каз. Мақпал, бывшее Карла Маркса) — село в Енбекшильдерском районе Акмолинской области Казахстана. Входит в состав Макинского сельского округа. Код КАТО — 114543500.

## География
Село расположено возле озера Кольщик, в западной части района, на расстоянии примерно 26 километров (по прямой) к югу от административного центра района — города Степняк, в 7 километрах к северо-востоку от административного центра сельского округа — села Макинка.
Абсолютная высота — 384 метров над уровнем моря.
Ближайшие населённые пункты: село Кудукагаш — на севере, село Макинка — на юго-западе, село Заураловка — на юго-востоке.

## Население
В 1989 году население села составляло 456 человек (из них казахи — 100 %).
В 1999 году население села составляло 398 человек (206 мужчин и 192 женщины). По данным переписи 2009 года в селе проживало 316 человек (162 мужчины и 154 женщины).
| Численность населения | Численность населения | Численность населения |
| 1989                  | 1999                  | 2009                  |
| --------------------- | --------------------- | --------------------- |
| 456                   | ↘398                  | ↘316                  |

## Улицы[5]
- ул. Бейбитшилик
- ул. Жанаталап
- ул. Карагайлы
- ул. Орталык